# Tel Aviv Open 1990
Il Tel Aviv Open 1990 è stato un torneo di tennis giocato sul cemento. È stata l'11ª edizione del torneo, che fa parte della categoria World Series nell'ambito dell'ATP Tour 1990. Si è giocato al Israel Tennis Centers di Ramat HaSharon vicino a Tel Aviv in Israele dall'8 al 15 ottobre 1990.

## Campioni

### Singolare maschile
Andrej Česnokov ha battuto in finale  Amos Mansdorf con il punteggio di 6–4, 6–3

### Doppio maschile
Nduka Odizor /  Christo van Rensburg hanno battuto in finale  Ronnie Båthman /  Rikard Bergh con il punteggio di 6–3, 6–4